# Médersa El Béchiria

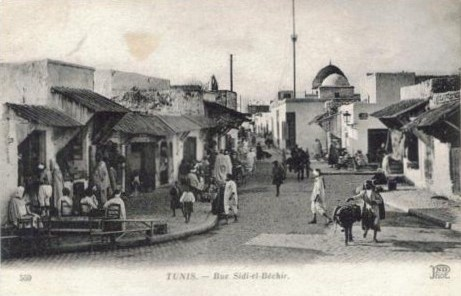
Carte postale ancienne montrant la rue Sidi El Béchir : la médersa est coiffée de deux coupoles

La médersa El Béchiria (arabe : المدرسة البشيرية) est l'une des médersas de Tunis rattachée à une zaouïa et construite sous le règne des Husseinites.

## Étymologie
Elle tire son nom du cheikh Mohamed Al-Béchir Al-Zouaoui (محمد البشير الزواوي), savant et chef de la tariqa Rahmaniyya, mort à Tunis en 1826.

## Localisation

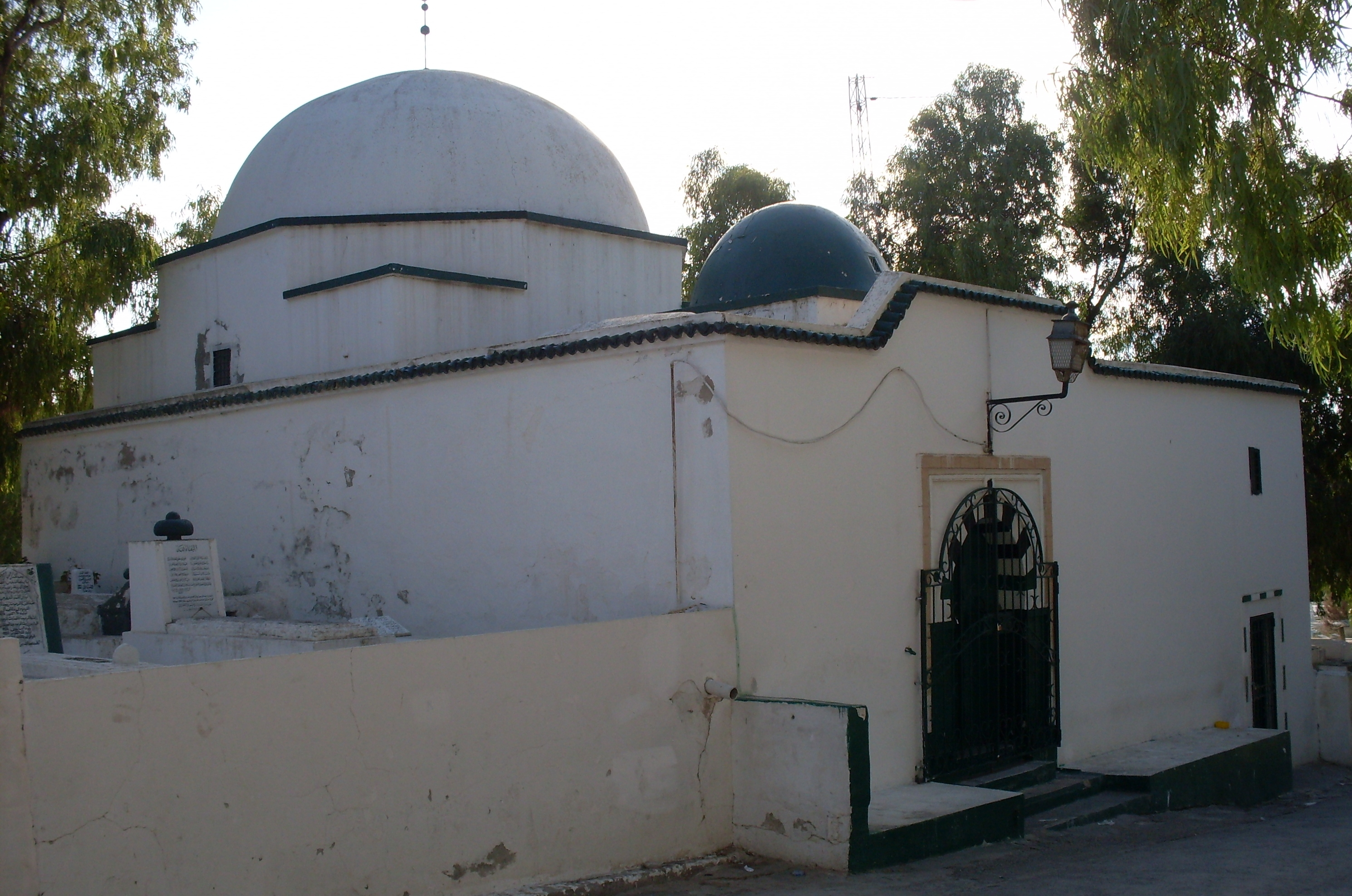
Vue du mausolée Sidi El Béchir, situé dans le cimetière du Djellaz à Tunis

Elle est située sur la rue Sidi El Béchir, dans le faubourg sud de la médina de Tunis.

## Histoire
Destinée aux étudiants originaires de la tribu des Zouaoua et qui suivent la tariqa Rahmaniya, elle est construite avec un mausolée en 1824 (1240 de l'hégire) par Hussein II Bey. Sa gestion est accordée aux fils du cheikh Al-Béchir après sa mort.

## Description
Elle dispose de sept chambres et d'une mosquée.

## Évolution
Après l'indépendance, cet édifice est détruit lors d'un projet de réaménagement de la rue Sidi El Béchir.

## Étudiants
Parmi les étudiants de cette médersa, on trouve l'historien Ibn Abi Dhiaf qui a assisté aux cours du tafsir (exégèse du Coran) présentés par le savant Al-Béchir en personne.